# Fromagerie
Une fromagerie désigne : 
- un commerce de détail, la crèmerie, magasin tenu par un crémier spécialisé dans la revente de fromages et d'autres produits laitiers.
- l'usine fromagère, la laiterie, l'atelier d'une ferme où les fromagers et autres agriculteurs producteurs fermiers en fabriquent.

## Commerces

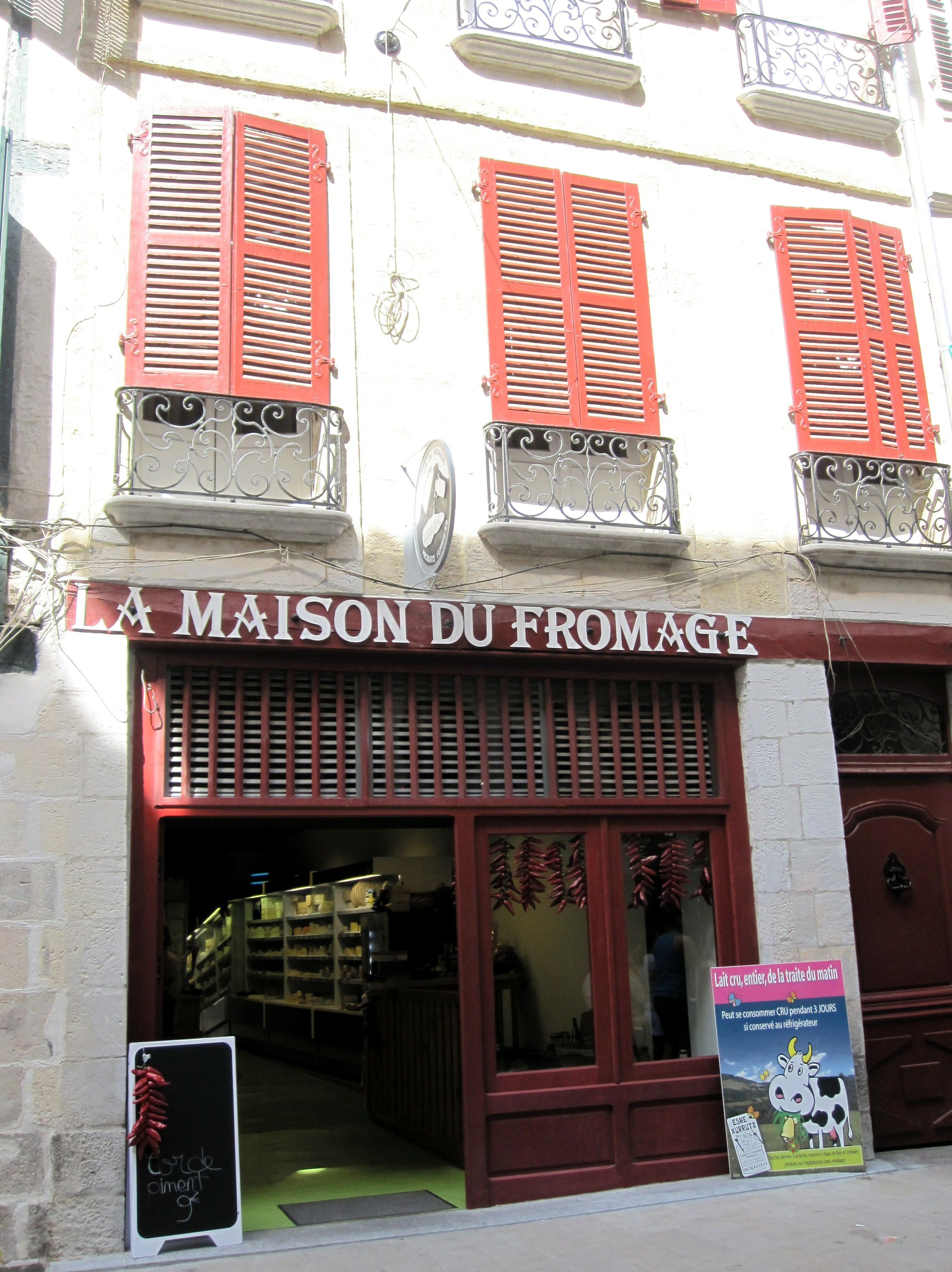
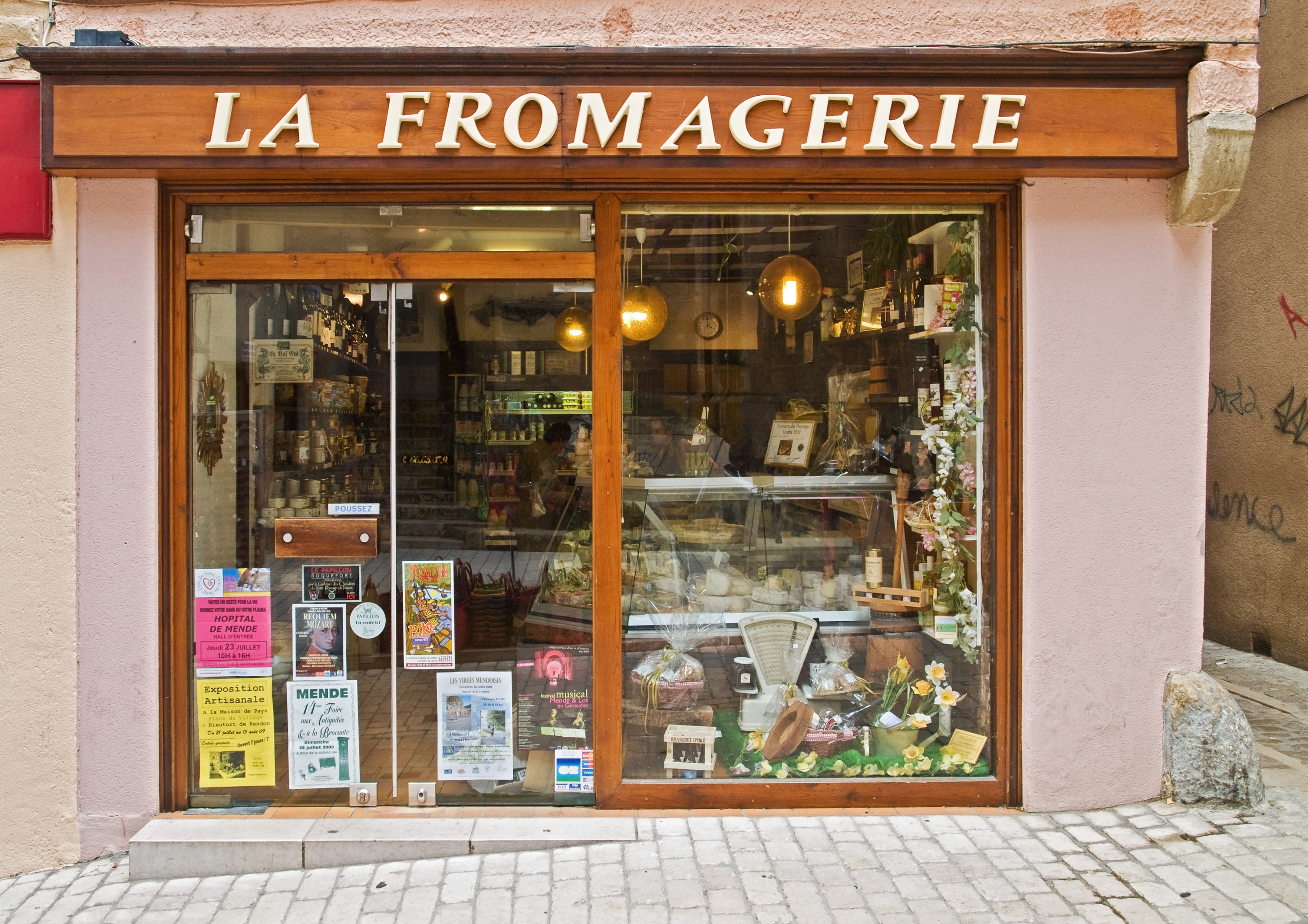
Commerce de détail spécialisé dans la revente de fromages.

## Locaux de transformation du lait
Dans les Alpes, le Jura français et suisse, la fromagerie prend souvent le nom de fruitière.

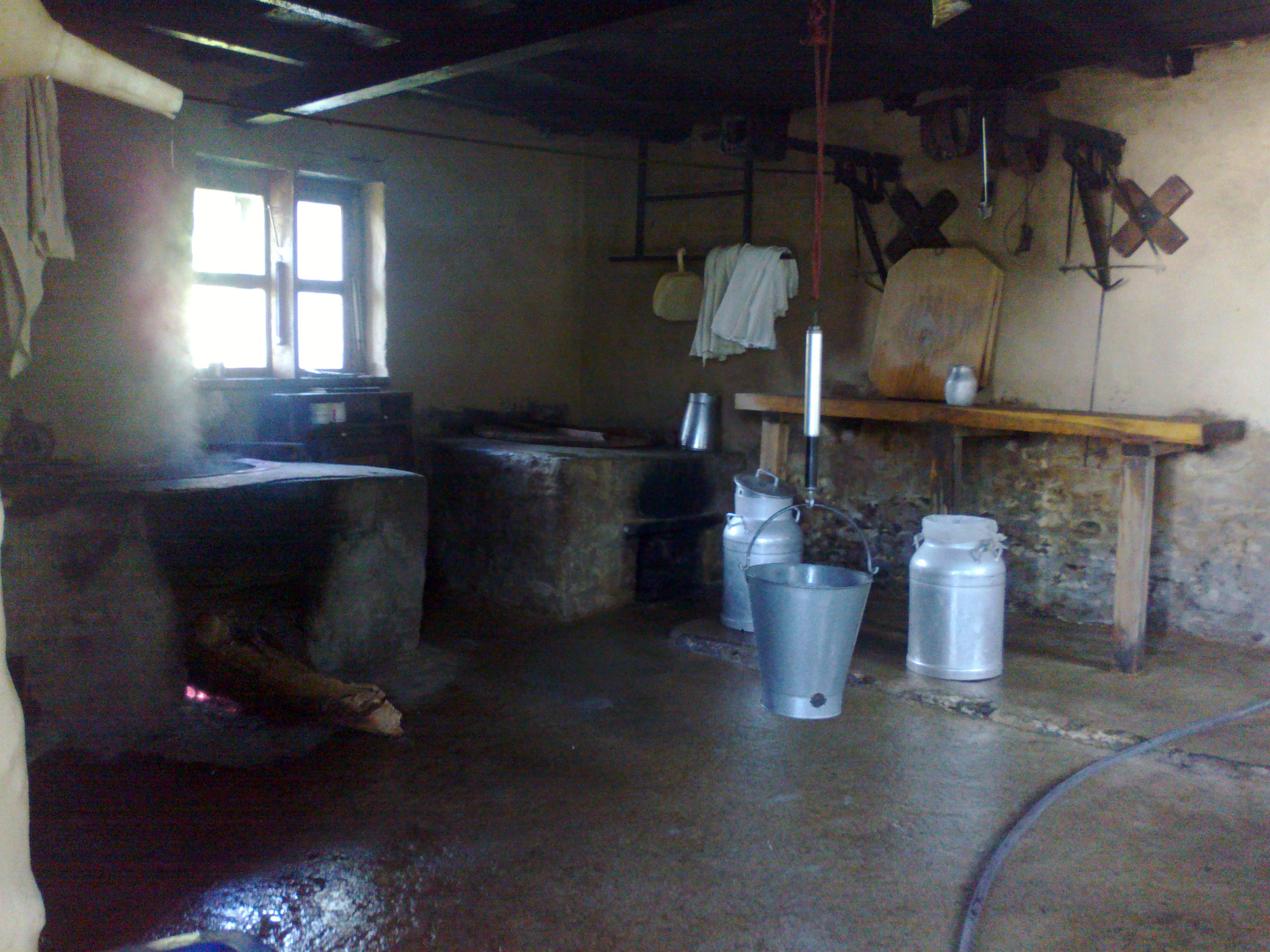
Fromage en cours d'élaboration dans une fromagerie à Jiri, Népal.
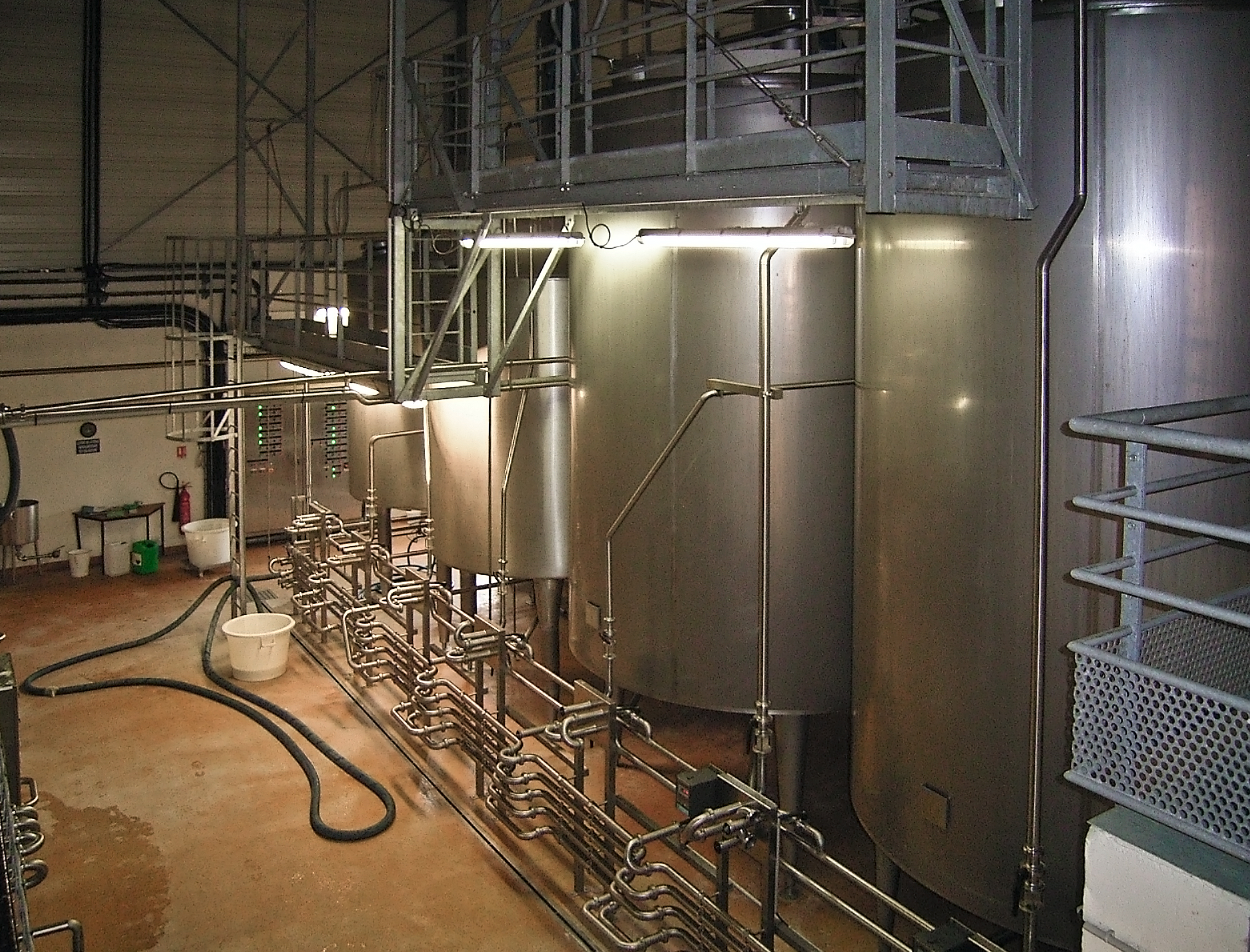
Réservoirs de lait dans une fromagerie en Seine-et-Marne, France.
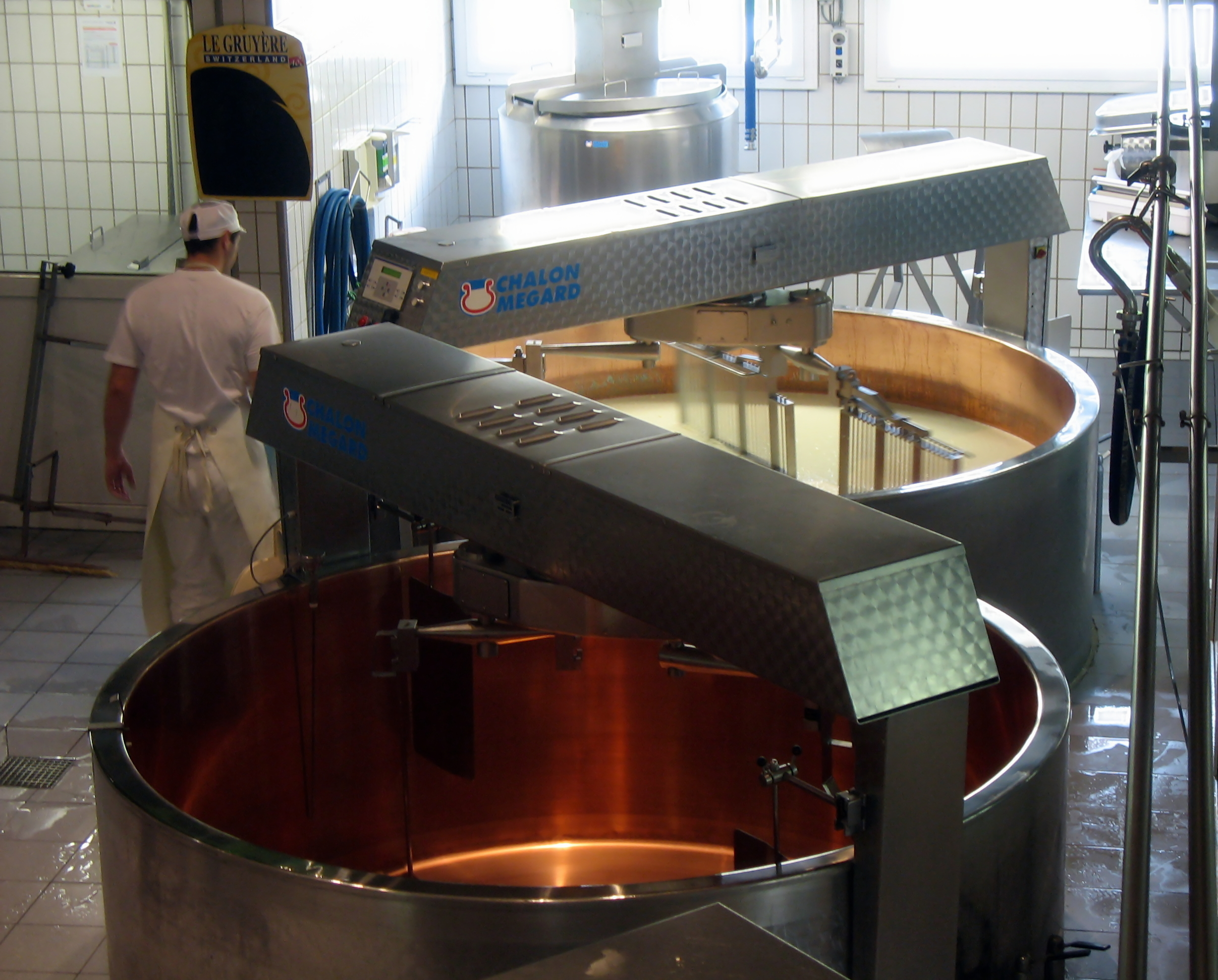
L'étape de caillage à la fromagerie de Gruyères, Suisse.
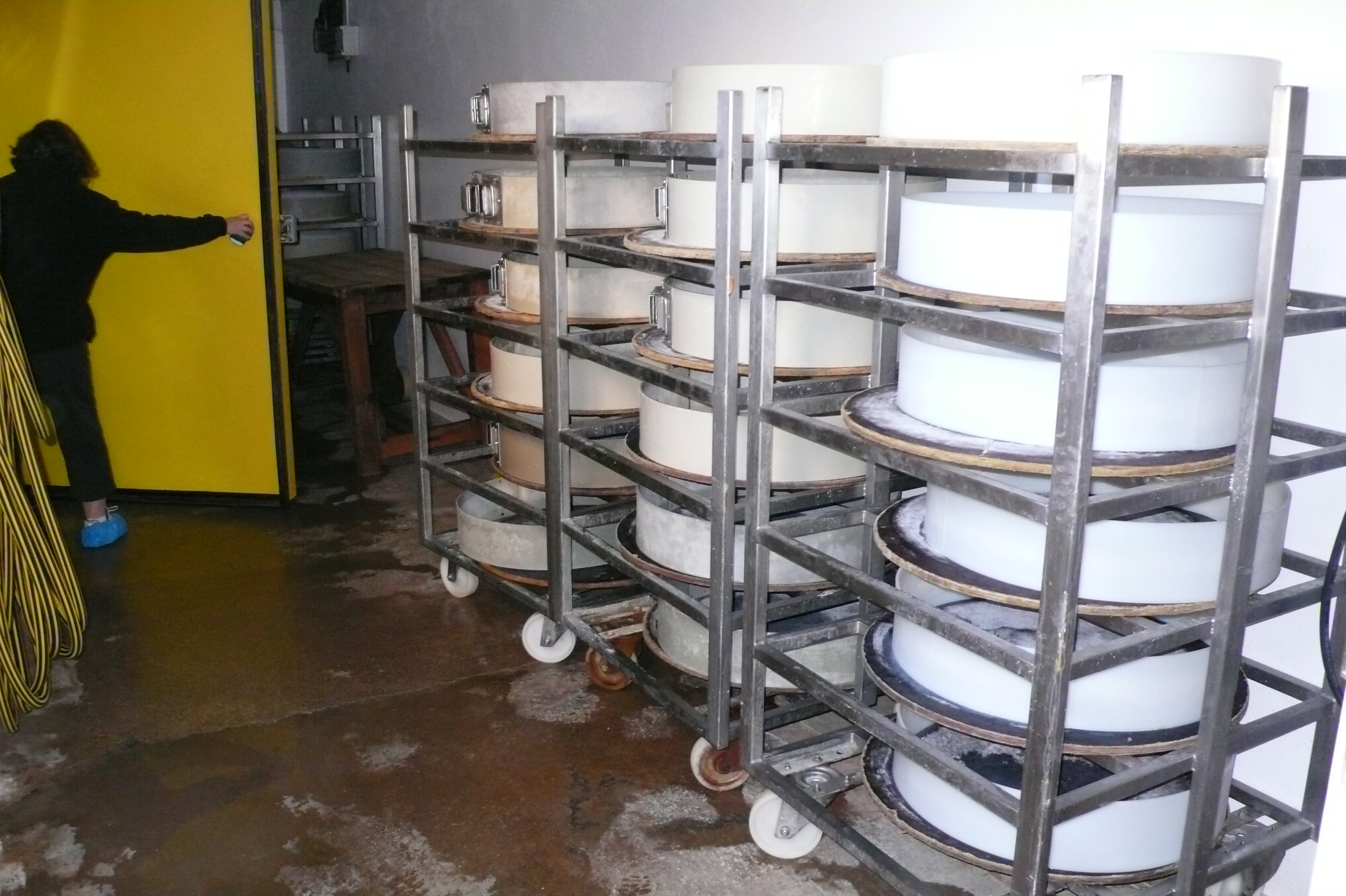
Formes pour le moulage des fromages à la fruitière de Fontain, France.
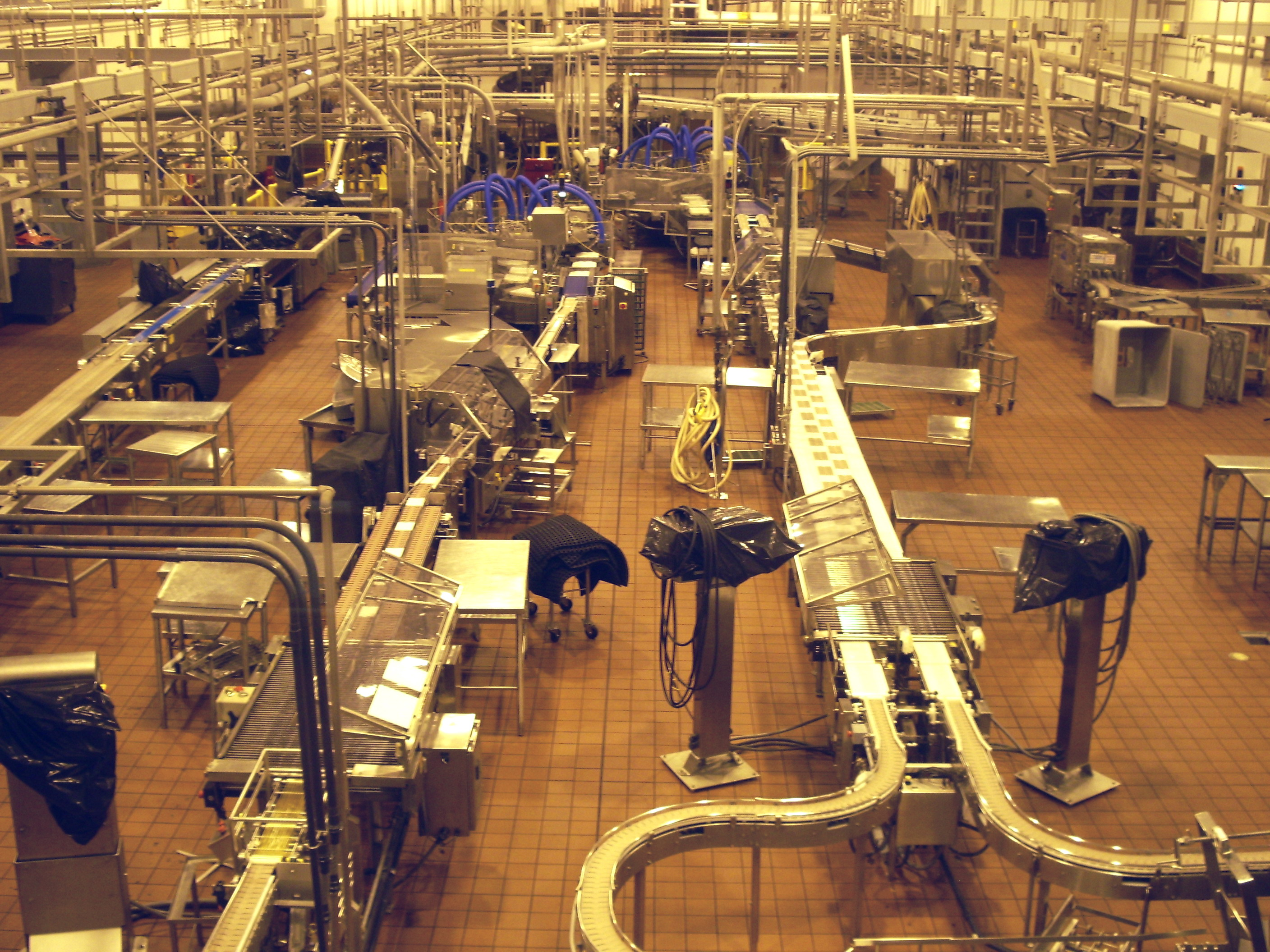
L'usine de fabrication de fromages du comté de Tillamook, États-Unis.

## Photothèque
Documents multimédia libres sur :